# Duiven
Duiven (anhörenⓘ) ist eine Gemeinde der niederländischen Provinz Gelderland in der Region Liemers zwischen dem sechs km nordwestlich gelegenen Arnhem und Zevenaar. Duiven hatte am 1. Januar 2025 eine Einwohnerzahl von 24.937 und eine Gesamtfläche von 35,19 km². Zur Gemeinde gehören die Dörfer Duiven, Groessen (sprich: Chrussen) und Loo.
Die Gemeinde hat direkten Anschluss an die Autobahn A12 Arnhem–Oberhausen. Das Gewerbegebiet Centerpoort ist direkt an der Autobahn gelegen.
In der Gemeinde befindet sich der Bahnhof Duiven an der Bahnstrecke Oberhausen–Arnhem. Er wird von Zügen zwischen Arnhem und Winterswijk bedient, Züge in Richtung Oberhausen passieren den Bahnhof ohne Halt. Auch die neue „Betuweroute“, eine Bahnstrecke für den Güterverkehr zwischen Rotterdam und dem Ruhrgebiet, läuft durch die Gemeinde.

## Geschichte
Im Ortsteil Loo lag ein römisches Grenzkastell.
Die Geschichte der Gemeinde bis 1816 ist jener der Nachbargemeinde Zevenaar sehr ähnlich. Nur wurde Duiven öfter von Überschwemmungen heimgesucht. Im 18. Jahrhundert hatte Duiven eine wichtige Ziegelei und eine bedeutende Brauerei.
Von 1986 bis 1994 war Duiven eine vom Staat benannte Wachstumsgemeinde („Groeigemeente“). In dieser Zeit wurden neue Wohnviertel gebaut, und die Zahl der Einwohner wuchs rasant.

## Politik

### Sitzverteilung im Gemeinderat
Der Gemeinderat wird seit 1982 folgendermaßen gebildet:
| Partei                                       | Sitze | Sitze | Sitze | Sitze | Sitze | Sitze | Sitze | Sitze | Sitze | Sitze | Sitze |
| Partei                                       | 1982  | 1986  | 1990  | 1994  | 1998  | 2002  | 2006  | 2010  | 2014  | 2018  | 2022  |
| -------------------------------------------- | ----- | ----- | ----- | ----- | ----- | ----- | ----- | ----- | ----- | ----- | ----- |
| Lokaal Alternatief a                         | –     | –     | –     | –     | –     | –     | –     | 6     | 8     | 7     | 5     |
| Gemeente Duiven, Open, Eerlijk, Democratisch | –     | –     | –     | –     | –     | –     | –     | –     | –     | –     | 5     |
| CDA                                          | 4     | 3     | 3     | 3     | 3     | 4     | 7     | 3     | 3     | 3     | 3     |
| VVD                                          | 2     | 2     | 2     | 3     | 3     | 3     | 2     | 5     | 3     | 3     | 3     |
| GroenLinks                                   | –     | –     | –     | –     | 1     | 1     | 4     | 2     | 1     | 2     | 2     |
| PvdA                                         | 2     | 3     | 3     | 3     | 4     | 3     | 3     | 3     | 1     | 1     | 1     |
| Pro Duiven b                                 | –     | –     | –     | –     | –     | –     | –     | 1     | 1     | 1     | 1     |
| D66                                          | –     | –     | –     | 3     | 1     | –     | –     | –     | 1     | 1     | 1     |
| SP                                           | –     | –     | –     | –     | –     | –     | –     | 1     | 3     | 3     | –     |
| ChristenUnie                                 | –     | –     | –     | –     | –     | –     | –     | 0     | –     | –     | –     |
| Lijst Groessen a                             | 3     | 3     | 3     | 3     | 3     | 4     | 2     | –     | –     | –     | –     |
| Gemeente-Belangen a                          | 4     | 4     | 4     | 4     | 4     | 6     | 2     | –     | –     | –     | –     |
| LPF b                                        | –     | –     | –     | –     | –     | –     | 1     | –     | –     | –     | –     |
| Gesamt                                       | 15    | 15    | 15    | 19    | 19    | 21    | 21    | 21    | 21    | 21    | 21    |

Anmerkungen

## Bilder

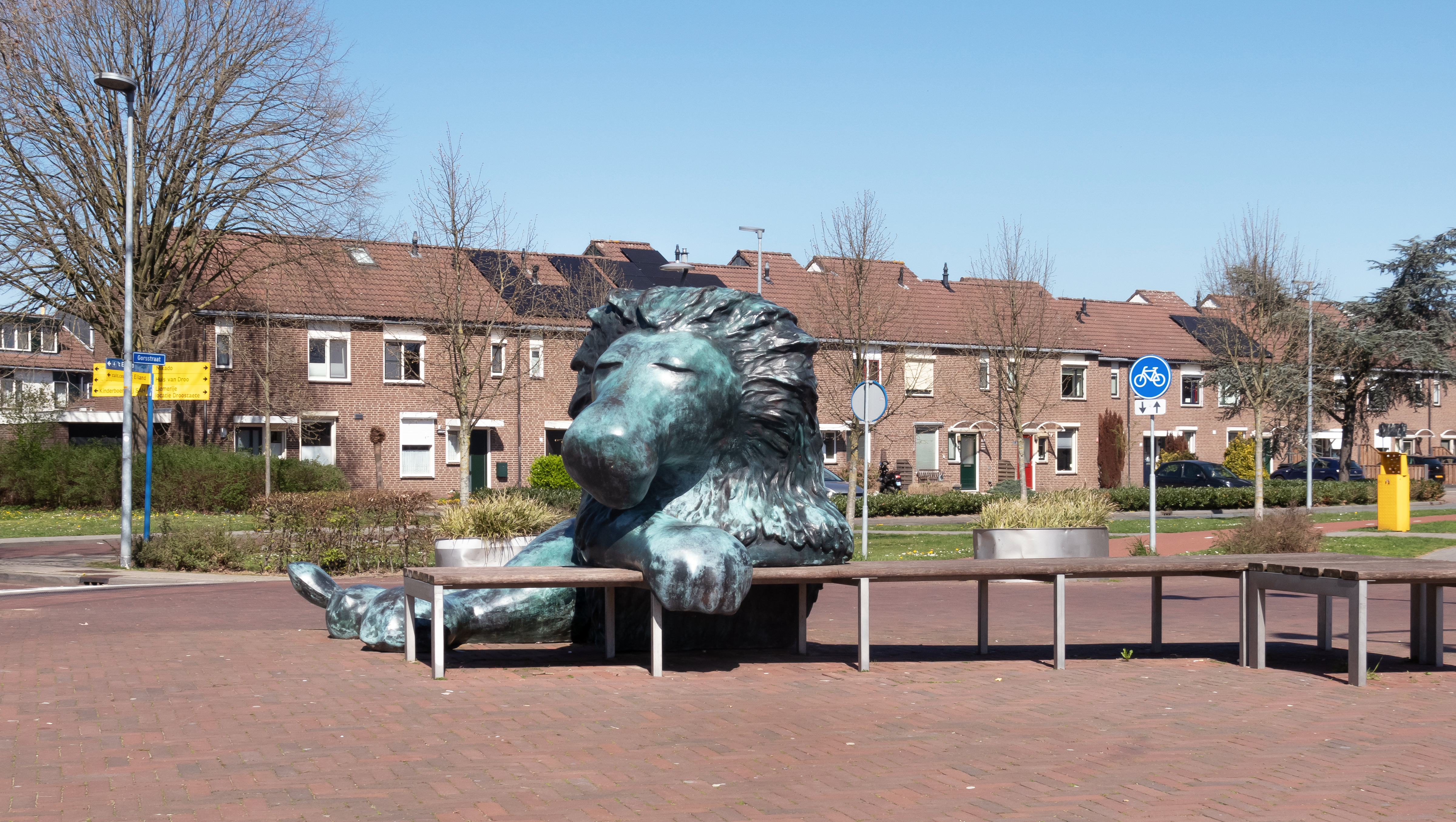
Duiven, Skulptur (Mamma ik zie een leeuw / Mama, ich sehe einen Löwen) von Dedden & Keizer
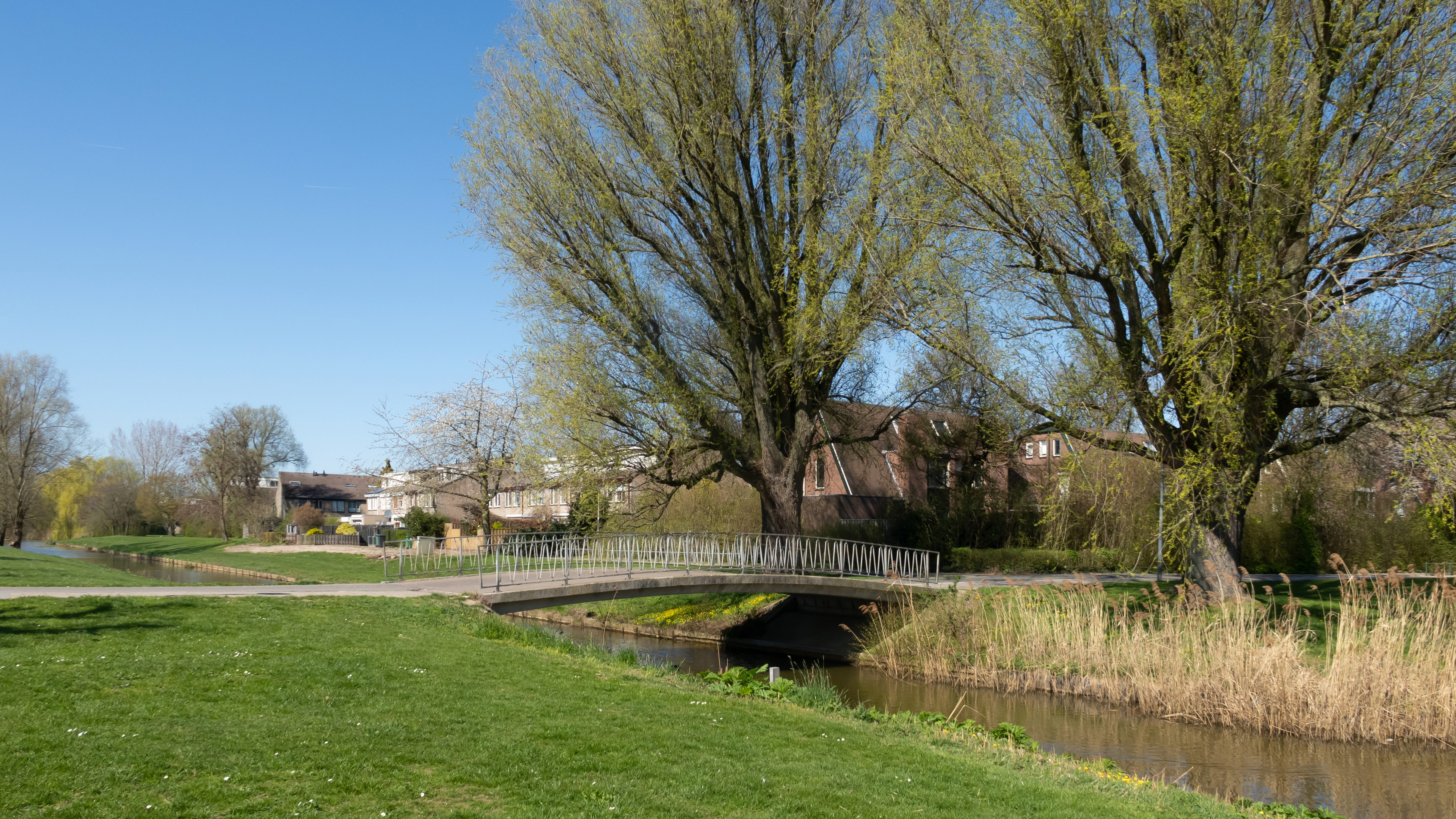
Duiven, im Droopark beim Talingstraat
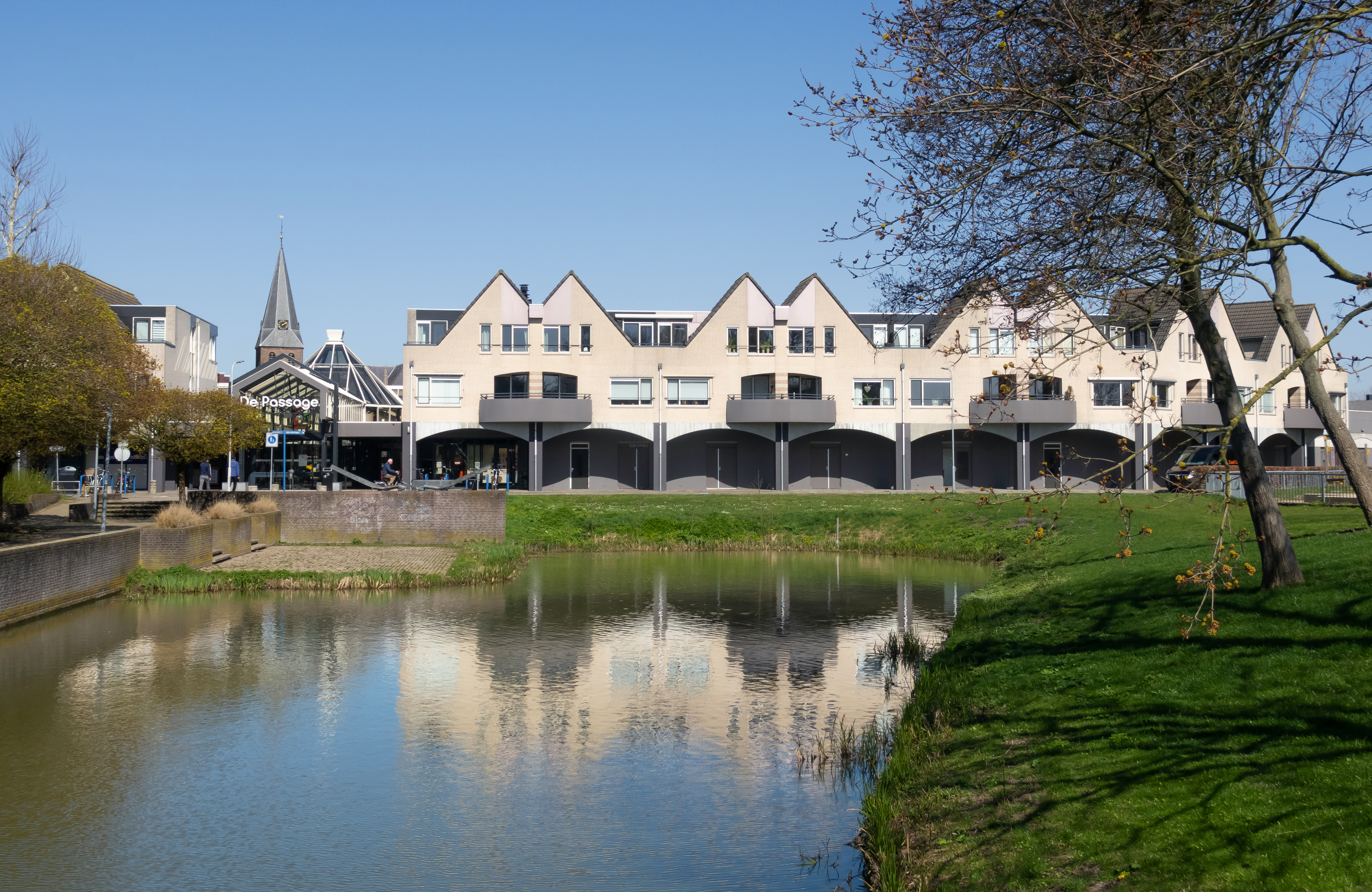
Duiven, Blick auf das Einkaufszentrum (De Passage) von der Brücke bei der Schule
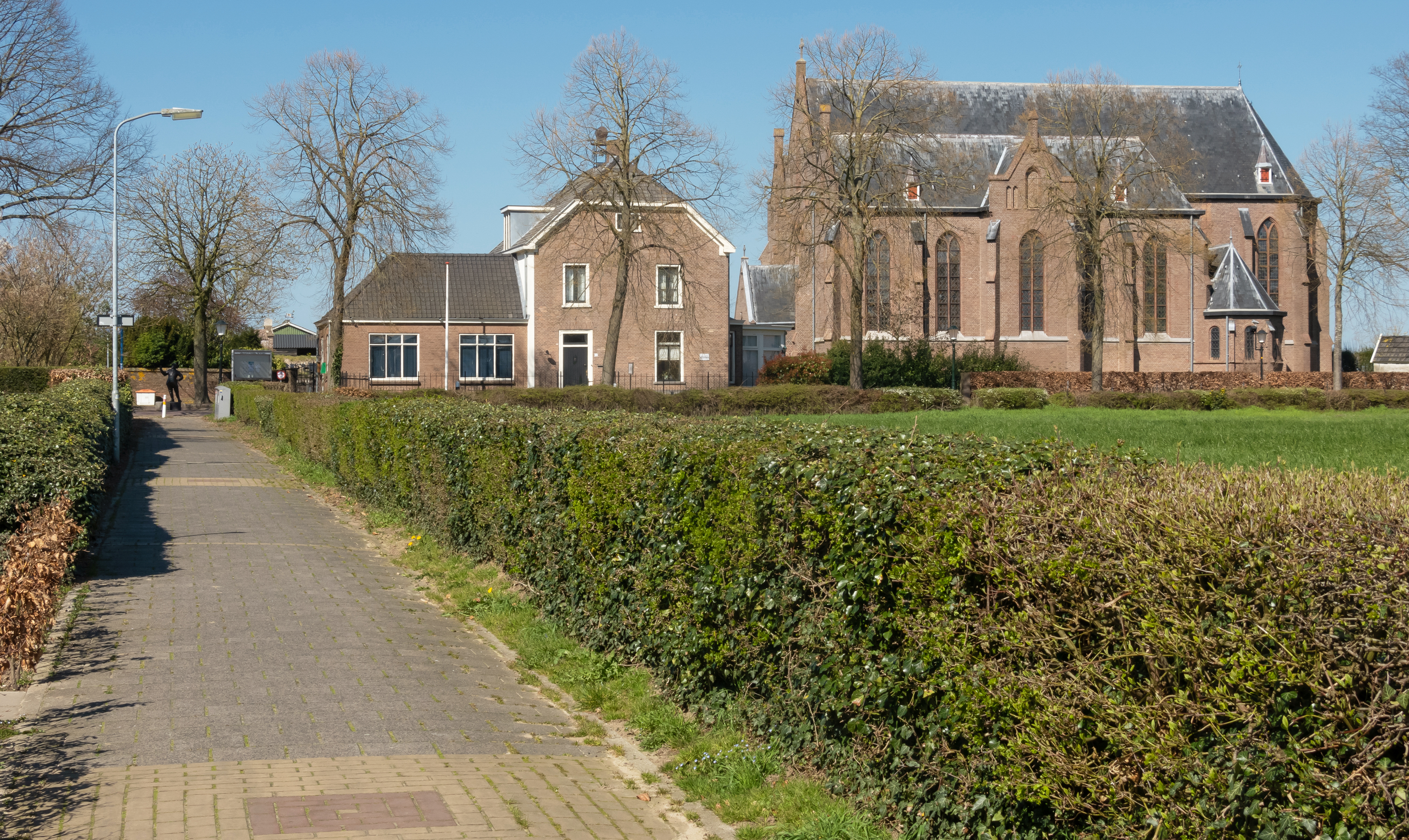
Loo, Kirche (die Sint-Antonius Abtkerk)
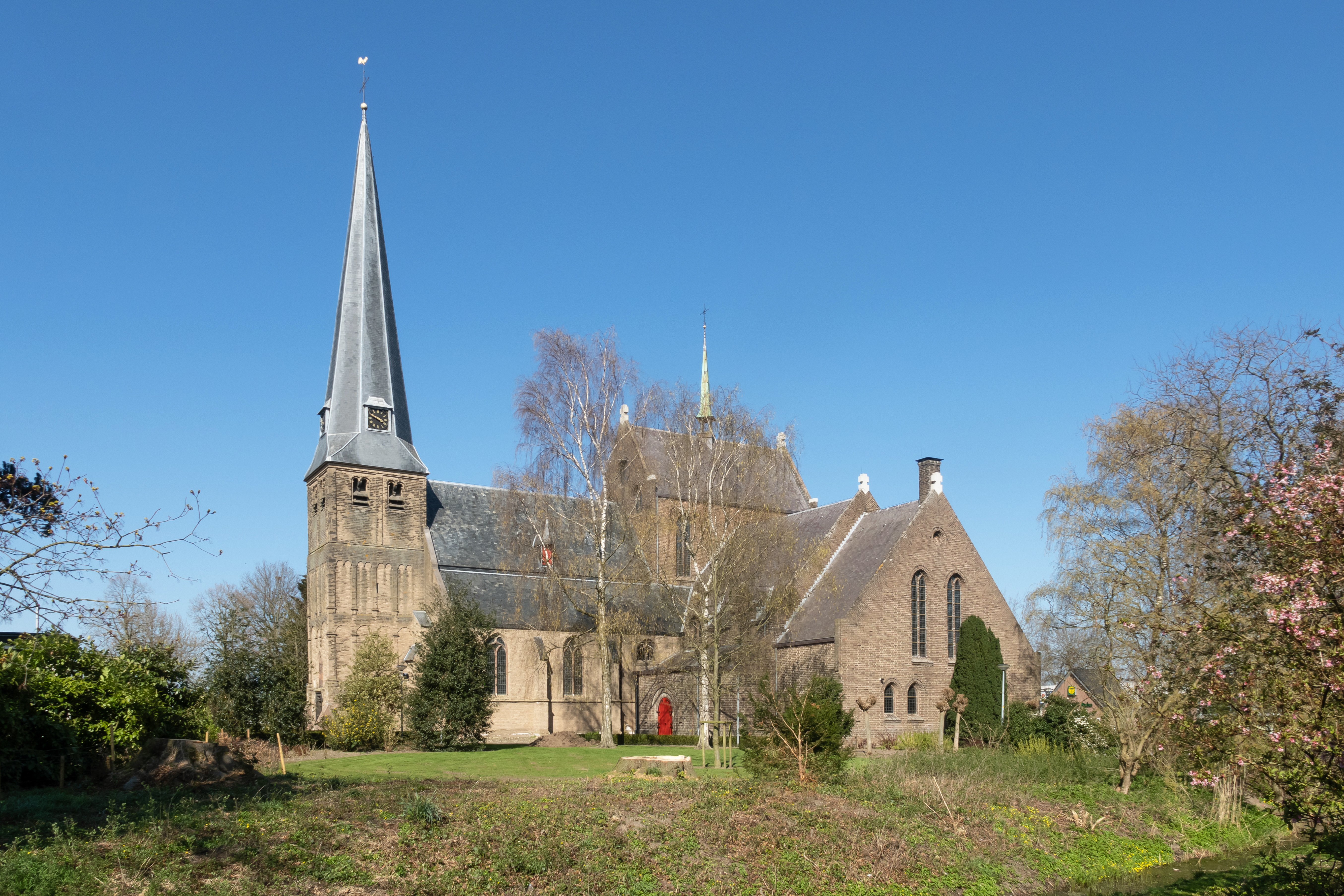
Groessen, Kirche (die Sint-Andreaskerk)

### Bürgermeister
Seit dem 21. Februar 2020 ist Huub Hieltjes (VVD) amtierender Bürgermeister der Gemeinde. Zu seinem Kollegium zählen die Beigeordneten Ineke Knuiman (Lokaal Alternatief), Ton Spaargaren (VVD), Johannes Goossen (CDA), Gemma Tiedink-Koning (Lokaal Alternatief) sowie der Gemeindesekretär Chris Papjes.

## Städtepartnerschaft
- Gemünden am Main, Deutschland